# Wyścigowe Samochodowe Mistrzostwa Polski 1982
Sezon 1982 był dwudziestym szóstym sezonem Wyścigowych Samochodowych Mistrzostw Polski.
Sezon liczył cztery eliminacje, rozgrywane w Poznaniu (dwa razy), Toruniu i Kielcach. Punkty przyznawano według klucza 50-46-43-41-40-39-38-37-36-35 etc..

## Kategorie
Samochody były podzielone na następujące kategorie:
- Grupa I – seryjne samochody turystyczne, których produkcja w ciągu 12 miesięcy przekraczała pięć tysięcy egzemplarzy. Modyfikowanie tych samochodów pod kątem poprawy osiągów było niemal całkowicie zabronione. Ponadto w przypadku, jeżeli pojemność silnika przekraczała 1000 cm³, to samochód musiał być przynajmniej czteromiejscowy;
- Grupa II – specjalne samochody turystyczne, których produkcja w ciągu 12 miesięcy przekraczała dwa tysiące pięćset egzemplarzy. Dozwolony był duży zakres przeróbek pod kątem poprawy osiągów;
- Grupa III – seryjne samochody GT, których produkcja w ciągu 12 miesięcy przekraczała tysiąc egzemplarzy. Modyfikowanie tych samochodów pod kątem poprawy osiągów było niemal całkowicie zabronione. Samochód musiał być przynajmniej dwumiejscowy;
- Grupa IV – specjalne samochody GT, których produkcja w ciągu 24 miesięcy przekraczała czterysta egzemplarzy. Dozwolony był duży zakres przeróbek pod kątem poprawy osiągów;
- Grupa V – samochodowy wywodzące się z grup I–IV z modyfikacjami mogącymi znacznie przekraczać granice określone przepisami tych grup;
- Grupa VI – dwumiejscowe prototypy sportowe;
- Grupa VII – samochody wyścigowe formuły międzynarodowych (1, 2, 3);
- Grupa VIII – samochody wyścigowe formuły wolnej oraz formuła narodowych (Formuła Easter i Formuła Polonia).

Samochody były dodatkowo podzielone na następujące klasy:
- Klasa 1 – wyłącznie samochody Polski Fiat 126p;
- Klasa 2 – gr. II, poj. do 700 cm³;
- Klasa 3 – wyłącznie samochody Polski Fiat 125p i Polonez 1500;
- Klasa 4 – gr. II, III i IV, poj. do 1000 cm³;
- Klasa 5 – gr. II, III i IV, poj. do 1600 cm³;
- Klasa 6 – gr. II, III i IV, poj. do 2000 cm³;
- Klasa 7 – Formuła Polonia (napędzane silnikami Polskiego Fiata 125p 1,3);
- Klasa 8 – Formuła Easter.

## Zwycięzcy
| Data             | Tor    | Klasa     | Zwycięzca (kierowcy)  | Samochód         | Zwycięzca (zespoły)           |
| ---------------- | ------ | --------- | --------------------- | ---------------- | ----------------------------- |
| 8–9 maja         | Poznań | klasa 1   | Jarosław Koziczak     | Polski Fiat 126p | Automobilklub Wielkopolski    |
| 8–9 maja         | Poznań | klasa 2   | Włodzimierz Krukowski | Polski Fiat 126p | Automobilklub Kielecki        |
| 8–9 maja         | Poznań | klasa 3   | Adam Polak            | Polski Fiat 125p | Automobilklub Warszawski      |
| 8–9 maja         | Poznań | klasa 5   | Josef Goldschmidt     | Fiat 128         |                               |
| 8–9 maja         | Poznań | klasa 6   | Marian Bublewicz      | Opel Kadett GTE  | Autoklub Rzemieślnik Warszawa |
| 8–9 maja         | Poznań | klasa 7   | Jerzy Krotoski        |                  | Automobilklub Wielkopolski    |
| 8–9 maja         | Poznań | klasa 8   | Andrzej Hołowiej      |                  | GAMK Budowlani Gdańsk         |
| 4–5 września     | Poznań | klasa 1   | Włodzimierz Krukowski | Polski Fiat 126p | Automobilklub Kielecki        |
| 4–5 września     | Poznań | klasa 2   | Włodzimierz Krukowski | Polski Fiat 126p | Automobilklub Kielecki        |
| 4–5 września     | Poznań | klasa 3   | Adam Polak            | Polski Fiat 125p | Automobilklub Warszawski      |
| 4–5 września     | Poznań | klasa 6   | Marian Bublewicz      | Opel Kadett GTE  | Autoklub Rzemieślnik Warszawa |
| 4–5 września     | Poznań | klasa 7   | Cezary Ruszkowski     |                  | Automobilklub Warszawski      |
| 4–5 września     | Poznań | klasa 8   | Andrzej Hołowiej      |                  | GAMK Budowlani Gdańsk         |
| 11–12 września   | Toruń  | klasa 1   | Włodzimierz Krukowski | Polski Fiat 126p | Automobilklub Kielecki        |
| 11–12 września   | Toruń  | klasa 2   | Włodzimierz Krukowski | Polski Fiat 126p | Automobilklub Kielecki        |
| 11–12 września   | Toruń  | klasa 3   | Adam Polak            | Polski Fiat 125p | Automobilklub Warszawski      |
| 11–12 września   | Toruń  | klasa 5–6 | Marian Bublewicz      | Opel Kadett GTE  | Autoklub Rzemieślnik Warszawa |
| 11–12 września   | Toruń  | klasa 7   | Eugeniusz Zarzycki    |                  |                               |
| 11–12 września   | Toruń  | klasa 8   | Andrzej Hołowiej      |                  | GAMK Budowlani Gdańsk         |
| 2–3 października | Kielce | klasa 1   | Włodzimierz Krukowski | Polski Fiat 126p | Automobilklub Kielecki        |
| 2–3 października | Kielce | klasa 2   | Włodzimierz Krukowski | Polski Fiat 126p | Automobilklub Kielecki        |
| 2–3 października | Kielce | klasa 3   | Henryk Mandera        | Polski Fiat 125p | Automobilklub Śląski          |
| 2–3 października | Kielce | klasa 5–6 | Marian Bublewicz      | Opel Kadett GTE  | Autoklub Rzemieślnik Warszawa |
| 2–3 października | Kielce | klasa 7   | Witold Nalewaj        |                  | Automobilklub Szczeciński     |
| 2–3 października | Kielce | klasa 8   | Andrzej Hołowiej      |                  | GAMK Budowlani Gdańsk         |

## Mistrzowie
| Klasa   | Kierowca              | Samochód         | Zespół                        |
| ------- | --------------------- | ---------------- | ----------------------------- |
| klasa 1 | Włodzimierz Krukowski | Polski Fiat 126p | Automobilklub Kielecki        |
| klasa 2 | Włodzimierz Krukowski | Polski Fiat 126p | Automobilklub Kielecki        |
| klasa 3 | Adam Polak            | Polski Fiat 125p | Automobilklub Warszawski      |
| klasa 5 | Zbigniew Bieniewski   | Renault 5 Alpine | Automobilklub Warszawski      |
| klasa 6 | Marian Bublewicz      | Opel Kadett GTE  | Autoklub Rzemieślnik Warszawa |
| klasa 7 | Jerzy Krotoski        |                  | Automobilklub Wielkopolski    |
| klasa 8 | Andrzej Hołowiej      |                  | GAMK Budowlani Gdańsk         |